# Concerto delle donne

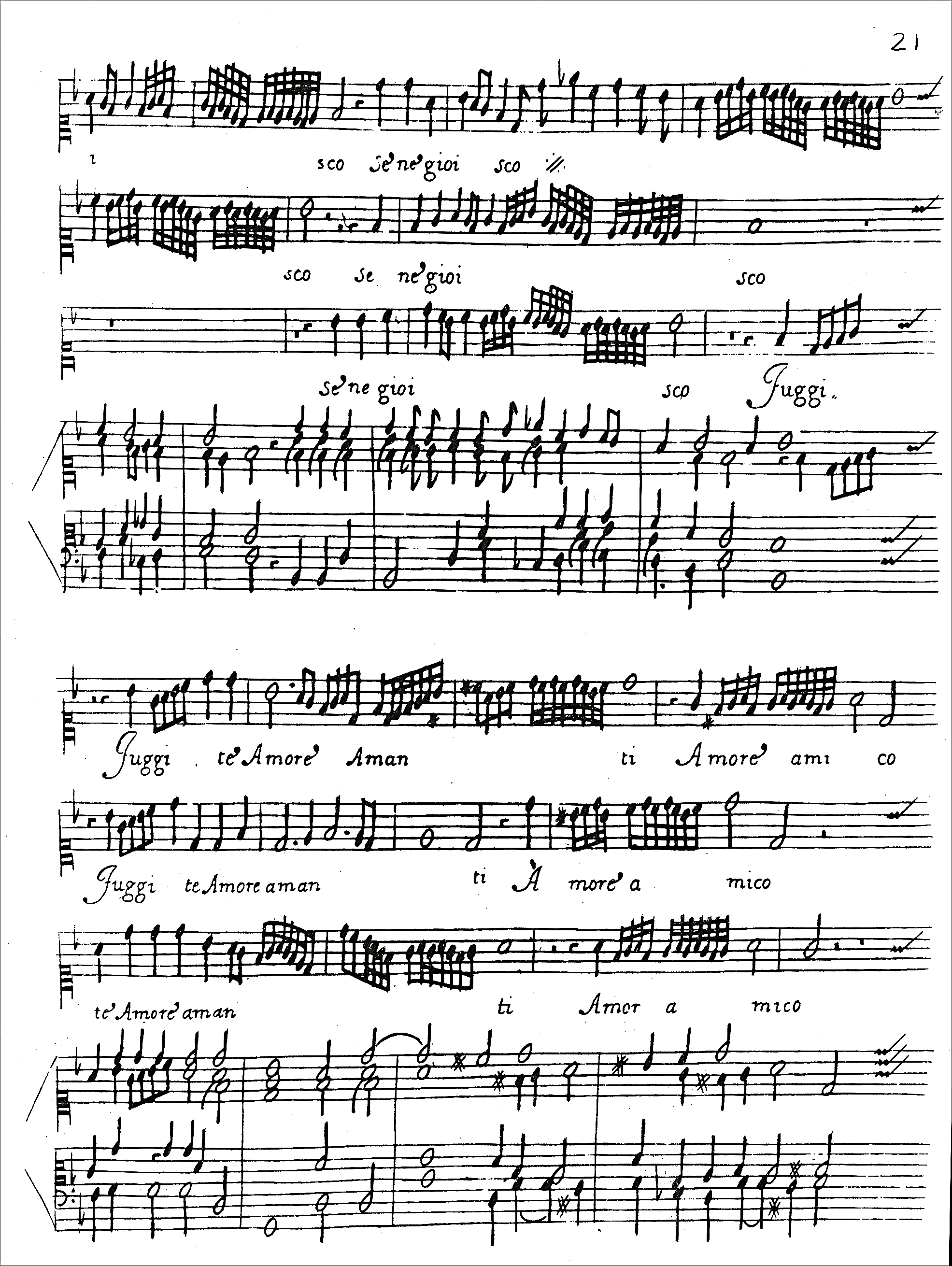
Segona pàgina del madrigal O dolcezz'amarissime d'amore de Luzzaschi en el qual es mostra el virtuosisme en les tres veus de soprano que discorren per sobre de l'acompanyament musical. Totes tres veus estan anotades en clau de do en primera, la típica de les veus més agudes, i mostra una preponderància de fuses.

El  concerto delle donne  (literalment conjunt de les dones) era un grup professional de cantants femenines de finals del Renaixement, actiu a la ciutat italiana de Ferrara, que va tenir molt de renom pel seu virtuosisme tècnic i artístic. El grup va ser fundat per Alfons II, duc de Ferrara, l'any 1580 i va estar actiu fins que la cort es va dissoldre l'any 1597. Giacomo Vincenti, un editor musical, lloà a aquestes dones com a virtuose giovani (joves virtuoses) fent-se ressò del sentiments dels comentaristes del moment.
Els orígens del grup es troben en un conjunt d'afeccionats de cortesans ben situats que interpretaven música els unes per als altres en el context de la informal musica secreta del Duc, durant els 70. El grup va anar evolucionant fins a esdevenir un grup professional de dones cantants que donava concerts formals per a membres del reduït cercle de la cort i per a visitants importants. El seu estil interpretatiu distintiu consistent en un cant amb gran profusió d'ornamentació no sols va aportar un notable prestigi a la cort de Ferrara sinó que va motivar i inspirar notables compositors del moment.
El concerto delle donne fou un element de revolució del paper de les dones en el context de la interpretació musical professionalitzada, i va mantenir la tradició de la cort dels Este com un centre musical prestigiós. La seva anomenada es va difondre per tot Itàlia i va inspirar imitacions a les poderoses corts dels Medici i dels Orsini. La fundació d'aquesta institució va ser l'esdeveniment més important de la música profana italiana de finals del segle xvi; les innovacions musicals que van tenir lloc en aquella cort varen ser d'importància per al desenvolupament tant del madrigal com de la seconda pratica.